# 鵜沼各務原町
鵜沼各務原町（うぬまかかみがはらちょう）は、岐阜県各務原市の地名。現行行政町名は鵜沼各務原町一丁目から鵜沼各務原町九丁目。

## 地理
各務原市の東部の鵜沼地区に位置する。町域の東部は鵜沼羽場町、西部は鵜沼三ツ池町、南部は鵜沼朝日町、鵜沼大伊木町、北部は各務山の前町に接する。
町域には、JR高山本線、名鉄各務原線が通過する。町域の北部、中部は戸建て住宅、中層住宅や店舗等が混在する市街地、南部は大型商業施設が立地する。
地名は、この地域一帯は各務野と呼ばれていたが、明治から大正のころには各務ヶ原（かがみがはら）と呼ばれるようになり、やがて各務原（かかみがはら）と呼ばれるようになったことに因む。かつては鵜沼町各務原区であった。
道路
- 国道21号
- 各務原駅前通り
- 産業通り
- にんじん通り
- かかみの通り

## 歴史
明治初期、尾張藩の家老の田宮如雲を中心とする草薙隊の隊員の一部がこの地域の各務原台地の開拓に着手。各務原、羽場、内野の水田開発を試みる。ため池として大安寺池を完成させ、そこから水を引いたが、各務原台地の土壌の悪さから水田の開発は頓挫。畑作に変更し、集落が形成される。
その後もこの地域の開発は困難であり、荒地は各務原競馬場、陸軍各務原飛行場東飛行場などとなった。戦後、東飛行場の北半分は地元農家に払い下げられ、各務原競馬場跡も開墾された。
1972年（昭和47年）11月18日、鵜沼の一部をもって鵜沼各務原町を設置する。
1987年（昭和62年）8月、鵜沼各務原町7丁目に各務原町7丁目工業団地を開設。

## 世帯数と人口
2024年（令和6年）10月1日現在の世帯数と人口は以下の通りである。
| 丁目               | 世帯数    | 人口    |
| ------------------ | --------- | ------- |
| 鵜沼各務原町一丁目 | 154世帯   | 305人   |
| 鵜沼各務原町二丁目 | 773世帯   | 1,654人 |
| 鵜沼各務原町三丁目 | 596世帯   | 1,518人 |
| 鵜沼各務原町四丁目 | 628世帯   | 1,507人 |
| 鵜沼各務原町五丁目 | 267世帯   | 599人   |
| 鵜沼各務原町六丁目 | 246世帯   | 606人   |
| 鵜沼各務原町七丁目 | 32世帯    | 77人    |
| 鵜沼各務原町八丁目 | 147世帯   | 370人   |
| 鵜沼各務原町九丁目 | 181世帯   | 469人   |
| 計                 | 3,024世帯 | 7,105人 |

## 小・中学校の学区
市立小・中学校に通う場合、学区は以下の通りとなる。
| 番・番地等 | 小学校                   | 中学校               |
| ---------- | ------------------------ | -------------------- |
| 全域       | 各務原市立鵜沼第二小学校 | 各務原市立中央中学校 |

## 交通
- 名古屋鉄道各務原線名電各務原駅

読みはめいでんかかみがはら（1965年9月30日までの読みはめいでんかがみがはら）
- 名古屋鉄道各務原線苧ヶ瀬駅
- JR高山本線各務ケ原駅

読みはかがみがはら
- 各務原市ふれあいバス東西線朝夕便、稲羽線
- チョイソコかかみがはら

## 主な施設
- 岐阜県立岐阜各務野高等学校
- 各務原市立鵜沼第二小学校
- 鵜沼西保育所
- 各務原市鵜沼西地区体育館
- 名古屋鉄道各務原線名電各務原駅
- 名古屋鉄道各務原線苧ヶ瀬駅
- JR高山本線各務ケ原駅
- アピタ各務原店
- DCM各務原店
- 日本毛織各務原工場
- 宮田製菓
- 桃太郎製菓
- 各務原駅前郵便局
- 十六銀行東各務原支店
- 熱田神社
- 各務原町西公園
- 各務原区コミュニティセンター